# 헤르바시오 데페르
헤르바시오 데페르 앙헬(스페인어: Gervasio Deferr Ángel, 1980년 11월 7일~)은 스페인의 은퇴한 체조 선수이다. 올림픽에서 금메달 2개와 동메달 1개를 획득했으며, 2000년과 2004년 하계 올림픽 도마 종목 2연속 우승을 달성했다.

## 경력
데페르는 1980년 바르셀로나도의 프레미아데마르에서 태어났으며, 5세때 체조를 시작했다.
1999년 중화인민공화국 톈진에서 열린 1999년 세계 선수권 대회 마루 종목에서 9.750점의 점수로 은메달을 획득했다. 2000년 오스트레일리아 시드니에서 열린 2000년 하계 올림픽에서 도마 종목에서 우승했으며, 2002년에는 데브레첸에서 열린 2002년 세계 체조 선수권 대회에서 마루 종목 은메달을 획득했으나 도핑 검사에서 대마초에 대한 양성 반응을 보이면서 메달이 박탈되었다.
2004년 아테네에서 열린 2004년 하계 올림픽에서 도마 종목 금메달을 추가했다. 2007년에는 2007년 세계 선수권 대회에서 마루 부문 은메달을 획득했다. 그는 베이징에서 열린 2008년 하계 올림픽 마루 종목에서 15.775점을 취득하여 은메달을 획득했다.
2011년 1월에 은퇴를 선언했다.